# Ken Boshcoff
Ken Boshcoff, né le 20 juin 1949 à Fort William, est un conseiller en affaires, directeur des assurances et homme politique canadien.
Il est député à la Chambre des communes du Canada, représentant la circonscription ontarienne de Thunder Bay—Rainy River de 2004 à 2008 sous la bannière du Parti libéral du Canada.

## Biographie
Né le 20 juin 1949 à Fort William, Ken Boshcoff devient conseiller municipal à Thunder Bay en Ontario en 1979.
En 1984, il tente sa chance en politique fédérale en se présentant comme candidat du Parti progressiste-conservateur du Canada dans la circonscription ontarienne de Thunder Bay—Atikokan lors des élections fédérales canadiennes de 1984 où il termine deuxième, battu par le néo-démocrate Iain Angus (en). De nouveau candidat progressiste-conservateur en 1988, il termine troisième, de nouveau battu par le député sortant Angus, le candidat libéral, Stan Dromisky (en), arrive en deuxième place.
Il reste comme conseiller municipal de Thunder Bay jusqu'en 1997 avant d'en devenir le maire pour six ans de 1997 à 2003.
En 2004, il se présente de nouveau au niveau fédéral mais cette fois-ci avec le Parti libéral dans la nouvelle circonscription de Thunder Bay—Rainy River lors des élections générales du 28 juin. Il remporte la victoire avec 3 509 voix de majorité sur son plus proche rival, le néo-démocrate John Rafferty (en) et devient député à la Chambre des communes du Canada. Il est réélu en 2006 mais son écart avec John Rafferty n'est plus que de 658 voix. Ce dernier finira par le battre lors des élections de 2008 et de 2011.
De janvier 2007 à octobre 2008, il est porte-parole de l'opposition officielle pour l'Initiative fédérale de développement économique dans le Nord de l'Ontario.
En 2010, il est réélu comme conseiller municipal de Thunder Bay. En 2014, il tente sa chance à la mairie mais perd. Une nouvelle tentative à la mairie en 2022 est couronné de succès. Il redevient maire de la ville,.